# Totó la Momposina
Sonia Bazanta Vides, née le 1er août 1940 à Talaigua Nuevo, dans le Bolívar, et plus connue sous le nom de Totó la Momposina, est une chanteuse, danseuse et compositrice colombienne, pratiquant les musiques et danses traditionnelles de la région Caraïbe de Colombie.

## Biographie

### Jeunesse et débuts
Sonia Bazanta Vides naît le 1er août 1940 dans le village de Talaigua Nuevo, situé sur Mompos, une île du fleuve Magdalena, dans le département de Bolívar, en Colombie. Elle est la fille de Daniel Bazanta et de Livia Vides. Ses parents sont savetiers de métier. Sa famille, qui a des racines afro-indiennes, pratique la musique depuis plusieurs générations (entre autres, son père joue du tambour et sa mère pratique le chant et la danse). Sonia apprend le chant et la danse dès l'enfance et se produit dès l'âge de 8 ans. En 1948 éclate la guerre civile appelée la Violencia et la famille de Toto fuit vers la capitale Bogota, où ses parents recommencent leur commerce de savetiers à zéro. Pendant l'adolescence de Sonia, son père achète un gramophone RCA Victor et emmène sa fille tous les samedis pour acheter des disques. Ils se procurent ainsi notamment des albums des Beatles et des Rolling Stones qu'ils écoutent en faisant la fête avec leurs amis, et Sonia apprend de cette façon le twist et le rock'n'roll.
Dans les années 1950, la mère de Sonia, Livi Vides, forme à Bogota un groupe de danse afro-indienne appelé Danzas del Caribe. Livia veut que ses enfants soient fiers de leur culture afro-indigène. C'est au sein de ce groupe que Sonia commence à chanter de manière professionnelle. Sonia se déplace de village en village pour y apprendre rythmes et danses locales et s'améliorer dans l'art de la cantadora (chanteuse). Sa musique s'inspire des chansons de travail des femmes et des hommes des villages (pueblos) faites pour accompagner les tâches pénibles de la vie quotidienne, comme la préparation du maïs, le lavage des vêtements ou la construction des embarcations.
Sonia entame sa carrière de chanteuse professionnelle dans les années 1960 et prend le pseudonyme de Totó la Momposina (Momposina signifiant « originaire de Mompos », son île natale). En 1968, elle prend la tête de son propre groupe musical. Elle se donne pour but de faire connaître les musiques traditionnelles colombiennes des campagnes, peu connues des citadins. À ses débuts, elle est en butte aux moqueries et à l'incompréhension des gens qui ne comprennent pas les sonorités auxquelles elle recourt. D'autres personnes reconnaissent la qualité de sa musique mais affirment qu'elle ne pourra jamais recevoir de prix car ses chansons ne sont pas assez commerciales.

### Années 1970—1990
Dans les années 1970, Totó la Momposina commence à se produire à l'international. Elle ressent une attirance particulière pour l'Europe, en particulier pour la France et le Royaume-Uni ; à ce moment, les Européens sont davantage ouverts à ce qu'elle fait que les Colombiens. En 1982, l'écrivain Gabriel García Márquez l'emmène en Norvège et elle chante pour la remise de son prix Nobel de littérature à Stockholm. Par la suite, Totó vit à Paris pendant plusieurs années : elle y chante dans le métro, étudie à la Sorbonne où elle se forme à l'organisation de spectacles et fait paraître son premier album,. En 1984, elle est contactée par Thomas Brooman qui l'invite à se produire au Royaume-Uni au festival World of Music Arts and Dance, le WOMAD, où elle revient l'année suivante. Les années suivantes sont difficiles : Totó tombe malade, elle a des problèmes de voix, elle souffre du mal du pays et a du mal à intéresser l'industrie de la musique. En 1989 sort son album Totó la Momposina y sus tambores, édité chez Aspic et distribué par Audivis.
En 1991, elle est recontactée par le festival WOMAD via le Ministère de la culture britannique et peut ainsi organiser une tournée internationale. Totó emmène avec elle son fils Marco Vinicio, ses filles Angelica Maria et Euridice et son petit-fils Maria del Mar. À Londres, elle rencontre l'organisateur britannique de la tournée, John Hollis, qui devient un collaborateur régulier. Totó l'invite en Colombie à Carthagène des Indes pour y organiser ses spectacles ; là, il tombe amoureux de l'une des filles de la chanteuse, Euridice.
Totó la Momposina entre alors en relation avec le label Real World Records et commence à se faire de mieux en mieux connaître. En 1993, grâce à son travail avec MTM, elle édite un album en Colombie, La Candela viva. En 1994, elle revient en Europe et se produit notamment à Madrid, à Paris et à Londres. Elle s'installe ensuite quelques années au Royaume-Uni pour son travail, à Sudbury (dans le Suffolk) puis à Bath. Les années suivantes la voient circuler entre le Royaume-Uni, la France et la Colombie. Quelques années après, Totó la Momposina retourne en Colombie afin de garder le contact avec les cultures musicales de son pays.

### Années 2000—2010
En 2010, elle collabore dans la chanson Latinoamérica de Calle 13, qui reprend de nombreux thèmes culturels latino-américains. Cette chanson obtient deux Latin Grammy Awards l'année suivante. En 2011, Totó la Momposina collabore avec la chanteuse mexicaine Lila Downs pour le clip de cette dernière, Zapata se queda, dans l'album Pecados y milagros.
Pendant l'été 2015, Totó la Momposina fait une tournée en Europe. En France, elle chante à Lyon, aux Nuits de Fourvière, au Cabaret Sauvage de Paris, et au Festival du bout du monde de Crozon.

## Discographie
- 1980 : El Tató
- 1983 : Cantadora
- 1989 : Colombia - Totó La Momposina y sus tambores
- 1993 : La Candela viva
- 1995 : Carmelina
- 2000 : Pacantó
- 2002 : Gaita y tambores
- 2010 : La Bodega
- 2014 : El Asunto
- 2015 : Tambolero

## Distinctions
Totó la Momposina a remporté plusieurs Latin Grammy Award en 2011 et 2013 et a fait partie des finalistes pour ces prix plusieurs autres fois. Elle a été finaliste pour le Premio Nuestra Terra de la Meilleure performance folk de l'année en 2014. En 2015, elle a été finaliste pour le Grammy Award du « meilleur album latino tropical ».